# La Nación (1925-1936)
Pour les articles homonymes, voir La Nación.
La Nación est un quotidien publié à Madrid entre 1925 et 1936,, inspiré et financé par l'administration de la dictature de Primo de Rivera.

## Histoire
Il s'agit d'un journal du soir ; son premier numéro est publié le 19 octobre 1925.
Pour financer le lancement du nouveau journal, la dictature fait appel à l'entrepreneur Juan March.
Son premier directeur est le lieutenant-colonel Pedro Rico Parada,  qui avait travaillé pendant des années à la direction de la censure. Fin 1925, il est remplacé par le journaliste Manuel Delgado Barreto.
Pendant la dictature de Primo de Rivera, le journal est le principal organe de presse de l'Union Patriotique — le parti unique de la dictature —. Il sert également de journal « officiel » du régime.

### Deuxième République
Avec la chute du régime primorivériste, La Nación devient le porte-parole du secteur le plus radical de l'extrême droite de l'Union Monarchique Nationale . Il est très critique à l'encontre  de la CEDA, notamment de Gil-Robles, qu'il ne juge pas apte à diriger la droite.[réf. nécessaire]
Dans les années de la Deuxième République, La Nación maintient une ligne éditoriale monarchiste, avec quelques traits philo-fascistes. À partir de février 1933, coïncidant avec l'arrivée au pouvoir d'Hitler, le journal lance une campagne défendant le fascisme comme une alternative politique en Espagne, sous la supervision du régime de Mussolini.
En représailles à l'attentat contre le professeur socialiste Luis Jiménez de Asúa, au cours duquel son escorte policière est tuée, les ateliers du journal sont incendiés et sont pratiquement détruits. En conséquence, son dernier numéro est publié le 13 mars 1936.
Après le déclenchement de la guerre civile, plusieurs rédacteurs du journal sont fusillés.[réf. nécessaire]